# Kyphosichthys
Kyphosichthys grandei ist ein ausgestorbener, urtümlicher Knochenfisch, dessen fossile Überreste, ein fast vollständiger Holotyp und ein Paratyp in der Guanling-Formation im Osten der chinesischen Provinz Yunnan gefunden wurden. Sie wurden mit Hilfe von Leitfossilien aus der Gruppe der Conodonten auf das Anisium, eine chronostratigraphische Stufe der Mittleren Trias, datiert.
Der Gattungsname setzt sich aus „kyphos“ und „ichthys“ (Gr.: gebogen und Fisch) zusammen und nimmt Bezug auf die gebogene Rückenlinie, das Artepitheton grandei wurde zu Ehren des US-amerikanischen Biologen und Paläontologen Lance Grande vergeben, der einen wertvollen Beitrag zur Erforschung der Ginglymodi erbracht und jüngst die Knochenganoiden (Holostei) revalidiert hat.

## Merkmale
Der Holotyp von Kyphosichthys grandei hat eine Gesamtlänge von 9,6, eine Standardlänge von 7,6 und eine Körperhöhe von 5,5 cm. Er ist damit neben Dapedium und Felberia erst der dritte bisher bekannte hochrückige Fisch unter den urtümlichen Neopterygiern. Die Körperhöhe beträgt über 70 % der Standardlänge. Unmittelbar hinter dem Kopf bis vor die Rückenflosse verläuft das Rückenprofil in einem großen Buckel. Die größte Körperhöhe wird auf der Höhe des hinteren Kiemendeckelrandes erreicht.
Rückenflosse und Afterflosse liegen weit hinten, letztere ist nur halb so lang wie die Rückenflosse. Die Bauchflossen sind viel kleiner als die Brustflossen. Die gegabelte Schwanzflosse ist heterocerk aber äußerlich fast symmetrisch. Ihr oberer Lobus ist auf einer Länge von mehr als einem Drittel beschuppt und wird von zehn der insgesamt 23 Flossenstrahlen gestützt.
- Flossenformel: Rückenflosse i/13; Afterflosse i/6; Brustflosse 8; Bauchflosse 6; Schwanzflosse 23.
- Schuppenformel: SL 29.

## Lebensweise
Kyphosichthys grandei lebte im Meer. Aus dem Vergleich der Art mit rezenten hochrückigen Meeresfischen, wie dem Eberfisch oder den Falterfischen, kann man schließen, das Kyphosichthys grandei langsam schwamm aber sehr wendig war und wohl in einer strukturreichen Umgebung, wie Fels- oder Korallenriffen oder in von Seetang bewachsenen Regionen vorkam.

## Systematik
Kyphosichthys grandei wird den Knochenganoiden (Holostei) zugeordnet und gehört dort zur Untergruppe der Ginglymodi zu der auch die rezenten Knochenhechte (Lepisosteidae) gehören. Zusammen mit den Semionotiformes und den Knochenhechtartigen (Lepisosteiformes) bildet Kyphosichthys grandei eine Trichotomie, die den Macrosemiiformes als Schwestergruppe gegenübersteht.

## Quelle
- GuangHui Xu, FeiXiang Wu: A deep-bodied ginglymodian fish from the Middle Triassic of eastern Yunnan Province, China, and the phylogeny of lower neopterygians. In: Chinese Science Bulletin. Vol. 57, No. 1, Januar 2012, ISSN 0250-7862, S. 111–118, doi:10.1007/s11434-011-4719-1.

## Einzelnachweis
1. ↑  Lance Grande: An empirical synthetic pattern study of gars (Lepisosteiformes) and closely related species, based mostly on skeletal anatomy. The resurrection of Holostei (= Copeia. 10, 2010, 2A, Supplement Issue, ISSN 0045-8511 = American Society of Ichthyologists and Herpetologists. Special Publication. 6). Allen Press, Lawrence KS 2010.